# Dormammu
Dormammu est un super-vilain et une entité interdimensionnelle évoluant dans l'univers Marvel de la maison d'édition Marvel Comics. Créé par le scénariste Stan Lee et le dessinateur Steve Ditko, le personnage de fiction apparaît pour la première fois dans le comic book Strange Tales (vol. 1) #126 en novembre 1964.
Bien qu'étant souvent en guerre contre les autres seigneurs des enfers et les différents plans démoniaques de l'univers Marvel, Dormammu n'est pas un démon à proprement parler. Il est aussi un ennemi récurrent du héros le Docteur Strange.
En 2009, le site IGN le classe à la 56e position de sa liste des « 100 Greatest Comic Book Villain of All Time ».

## Biographie du personnage

### Origines et parcours
Dormammu est un Faltine, le nom d'une race extra-dimensionnelle composée de magie pure. Tout comme sa sœur Umar (en), c'est un sorcier, un conquérant et une entité mystique très puissante. Devenus trop ambitieux et cupides, Dormammu et sa sœur sont punis en étant exilés dans la Dimension noire, une dimension dont ils s'emparent ensuite pour en devenir les gouvernants. On prétend que Dormammu serait le grand-père de Daimon Hellstrom, mais cela reste à prouver.
Cherchant à s'emparer de la Terre à de nombreuses reprises, il est combattu par le Docteur Strange et sa partenaire Cléa, la fille d'Umar. Lors de sa première aventure, il s'allie avec le Baron Mordo. Des années plus tard, il capture Cléa et devient le seigneur des Dykkors puis affronte à nouveau Strange. Vaincu, il retourne dans la Dimension noire.
Plus tard, allié au dieu Loki, il fomente une guerre entre les équipes terriennes des Vengeurs et des Défenseurs. Il utilise alors le pouvoir de l'Œil Maléfique pour envahir la Terre, puis trahit le dieu asgardien. Il est finalement battu et absorbé par l'Œil.
Il réussit toutefois à se réincarner dans un corps gigantesque, fabriqué à partir de la croûte terrestre et emprisonne Gaea. Il combat alors la Sorcière rouge pour se venger de son emprisonnement dans l'Œil Maléfique, mais est vaincu. Son pouvoir est volé par Umar puis il est chassé de la Terre. Il réussit à revenir sur Terre, mais dans le passé, en 1943. Mais le Docteur Strange réussit encore une fois à déjouer ses plans.
Pourtant, un jour, Dormammu prend possession du corps de Strange. Ce dernier ne survit que grâce à l'intervention de Topaze. On ne le revoit plus pendant quelque temps, car il est trop occupé à reprendre le contrôle de la Dimension noire à Cléa. Une fois redevenu le maître de la dimension, il essaie encore d'envahir la Terre.
On revoit Dormammu et Umar dans une aventure, plutôt comique, avec les Défenseurs originaux.

### Secret Invasion
On apprend pendant les événements de Secret Invasion que Dormammu aide The Hood.

## Pouvoirs et capacités
Dormammu est une entité interdimensionnelle composée d'énergie mystique pure, ce qui fait de lui le plus puissant de tous les sorciers, en dépit du fait qu'il soit souvent handicapé par sa propre impatience et son orgueil démesuré. Bien qu'étant souvent en guerre contre les autres seigneurs des enfers et des différents plans démoniaques de l'univers Marvel, Dormammu n'est pas un démon.
Il est vénéré par de nombreuses races extra-dimensionnelles, ce qui alimente continuellement sa puissance. Il tire l'essentiel de sa force de la Dimension noire. On le dit plus fort que Satannish ou Mephisto, et il a déjà presque vaincu Odin dans un jeu d'échecs cosmique. Présenté comme l'une des entités mystiques connues les plus puissantes de l'univers Marvel, il est reconnu par le Docteur Strange comme son « ennemi le plus terrible » et une menace à « la vie de l'univers lui-même » car « à pleine puissance, personne ne pourrait lui résister ».
Physiquement, Dormammu est virtuellement indestructible et sa magie peut le changer en un colosse infatigable, voire le rendre aussi fort que Hulk quand celui-ci est en colère. En complément de ses pouvoirs, c'est un guerrier entraîné et intelligent qui possède d'incroyables ressources et des objets magiques de grand pouvoir.
- Dormammu peut utiliser son énergie mystique dans une grande variété d'effets, comme la projection d'énergie, le voyage dans les dimensions, la téléportation dans l'espace (et parfois dans le temps), la manipulation ou la transmutation de la matière, le redimensionnement de sa taille ou le changement de son apparence, la possession, la nécromancie, la capacité à créer des êtres artificiels ou à octroyer des pouvoirs magiques à autrui[1]. Il y a toutefois une limite à sa puissance, et plus il utilise sa magie, moins rapidement il la récupère.
- Il est apparemment plus fort dans la Dimension noire, sa puissance étant augmentée par le culte de ses disciples[5] dont il tire son pouvoir[6]. Il a cependant été démontré qu'il avait une faiblesse importante : il est vulnérable dans des environnements où il ne peut pas régénérer ses flammes Faltine mystiques[7],[8].

Le pouvoir de Dormammu, comme ceux de diverses autres entités mystiques de son niveau, peut être en partie invoqué par les sorts de sorciers indépendants, notamment par le Docteur Strange.

## Apparitions dans d'autres médias
Sauf indication contraire, les informations mentionnées dans cette section peuvent être confirmées par la base de données cinématographiques IMDb,  présente dans la section « Liens externes ».

### Films
Animations
- 2007 : Doctor Strange: The Sorcerer Supreme

Interprété (capture de mouvement) par Benedict Cumberbatch dans l'univers cinématographique Marvel
- 2016 : Doctor Strange de Scott Derrickson

### Télévision
- 1996 : Spider-Man, l'homme-araignée (série d'animation)
- 2009 : The Super Hero Squad Show (série d'animation)
- 2014 : Ultimate Spider-Man (série d'animation)
- 2014 : Hulk et les Agents du S.M.A.S.H. (série d'animation)

### Jeux vidéo
- 2011 : Marvel vs. Capcom 3: Fate of Two Worlds, édité par Capcom
- 2012 : Marvel: Avengers Alliance (en), édité par Playdom et Disney Interactive
- 2013 : Marvel Heroes
- 2013 : Lego Marvel Super Heroes
- 2015 Marvel Tournois Des Champions
- 2017 : Marvel: Future Fight